# Absonemobius minor
Absonemobius minor är en insektsart som beskrevs av Desutter-grandcolas 1993. Absonemobius minor ingår i släktet Absonemobius och familjen syrsor. Inga underarter finns listade i Catalogue of Life.